# Macromia unca
Macromia unca là loài chuồn chuồn trong họ Macromiidae. Loài này được Wilson mô tả khoa học đầu tiên năm 2004.